# Historisches Archiv der Europäischen Union
Das Historische Archiv der Europäischen Union (HAEU) mit Sitz in Florenz (Italien) bewahrt die offiziellen historischen Archive der Institutionen der Europäischen Union auf und macht diese der Forschung und dem breiten Publikum zugänglich. Es ist auch ein Forschungszentrum für die Geschichte der europäischen Integration und gehört zum Europäischen Hochschulinstitut.

## Gesetzliche Grundlagen und Geschichte
Das HAEU wurde 1983 als „Historisches Archiv der Europäischen Gemeinschaften“ gegründet. Rechtsgrundlagen waren eine Verordnung des Rates der europäischen Gemeinschaften und die Entscheidung der Kommission der europäischen Gemeinschaften, ihr Archivmaterial für die Benutzung freizugeben. Ein weiteres Abkommen zwischen der Europäischen Kommission und dem EHI bestimmte 1984 Florenz zum Sitz des Archivs. Dort öffnete das HAEU im Jahre 1986 seine Türen für Benutzer.
Eine 2011 zwischen dem EHI und der Europäischen Kommission geschlossene Vereinbarung bestätigt die Funktionen des HAEU als Aufbewahrungsort und Benutzerzentrum für die Akten der europäischen Institutionen und ihrer Vorgängerinstitutionen und reguliert den Erwerb und die Bereitstellung von privaten Beständen. Demgemäß änderte der Rat der Europäischen Union mit Verordnung (EU) 2015/496 die Verordnung von 1983.

## Zuständigkeit
Das HAEU bewahrt die Akten der Institutionen und Agenturen der Europäischen Union und ihrer Vorgängerinstitutionen gemäß der für die Benutzung dieses Aktenmaterials geltenden 30-Jahres-Frist auf und macht sie zur Benutzung verfügbar. Es sammelt ebenfalls Bestände von Personen, Bewegungen oder internationalen Organisationen, die an der europäischen Integration beteiligt waren. Es unterstützt die Forschung zur Geschichte der Europäischen Union und ihrer Vorgängerinstitutionen, fördert das öffentliche Interesse an der europäischen Integration und trägt zur Transparenz der Funktionsweisen der Institutionen der Europäischen Union bei.

## Bestände
Die Bestände setzen sich aus dem Schriftgut der Organe der europäischen Institutionen, ihrer Vorgänger und den Agenturen der Europäischen Union zusammen. So bewahrt es unter anderem die Bestände der folgenden Organe auf: Europäische Gemeinschaft für Kohle und Stahl, Europäische Wirtschaftsgemeinschaft, Europäische Atomgemeinschaft, Parlamentarische Versammlung der Europäischen Gemeinschaft für Kohle und Stahl, Gerichtshof der Europäischen Union, Europäischer Wirtschafts- und Sozialausschuss, Europäischer Rechnungshof und Europäische Investitionsbank. Es sammelt auch private Bestände und Sammlungen von Persönlichkeiten, Bewegungen und internationalen Organisationen, die den europäischen Integrationsprozess seit dem Zweiten Weltkrieg unterstützt, gefördert und verwirklicht haben.
In dieser Bestandsgruppe findet sich unter anderem folgendes Schriftgut: Europäische Weltraumorganisation, der Versammlung der Westeuropäische Union, Rat der Gemeinden und Regionen Europas, der Europäischen Liga für wirtschaftliche Zusammenarbeit und eine reichhaltige Sammlung an föderalistischem Schriftgut, wie zum Beispiel das der Europäischen Bewegung, der Union der Europäischen Föderalisten und des Centre International de Formation Européenne.
Im Rahmen der „Interinstitutionellen Web-Archivierungsarbeitsgruppe der EU“ und in Zusammenarbeit mit der „Internet Memory Foundation“ hat das HAEU 2013 ein Pilotprojekt zur Archivierung der Internetseiten der europäischen Institutionen begonnen. Diese Internetseiten werden seit Ende 2013 vierteljährlich erfasst und sind auf der Webseite zugänglich.

## Benutzer- und Forschungsdienste
Das HAEU ist seit 1995 im World Wide Web präsent und entwickelte 1991 ihr erstes elektronisches Datenverarbeitungssystem für die Erfassung der Findbücher. Die Findbücher und Repertorien aller Bestände, Sammlungen und Oral History Deposita des HAEU sind auf seiner Webseite veröffentlicht und abfragbar.
Die Informationen und Klassifikationen zu den Beständen sind im Archivportal Europa abrufbar, das HAEU ist ebenfalls präsent in den soziale Medien Facebook, Twitter, Youtube und Flickr. Das 2006 begonnene Digitalisierungsprogramm von Archivmaterial und Fotografien hat dazu geführt, dass gegenwärtig 14.000 digitalisierte Aktenbände direkt auf der Webseite in pdf-Format abrufbar sind. Auch die 600 Transkriptionen des European Oral History Programms und zahlreiche Audio Aufnahmen sind dort veröffentlicht.
Der Lesesaal in der „Villa Salviati“ ist täglich für Benutzer geöffnet. Den Lesern steht eine Fachbibliothek zur Verfügung, die sich aus über 20.000 Monographien, grauer Literatur und elektronischen Veröffentlichungen zusammensetzt. Die Benutzung der Bestände online oder im Lesesaal ist unentgeltlich.
Das HAEU organisiert und bietet in Zusammenarbeit mit der Geschichtsabteilung des EHI und anderen externen Partner Raum für Forschungsseminare, Workshops und Konferenzen. Es versteht sich als Begegnungsstätte von Akteuren und Forschern auf dem Gebiet der europäischen Integration. Gemeinsam mit der Geschichtsabteilung des EHI ist das HAEU Träger des Centro di Ricerca „Alcide De Gasperi“ sulla storia dell'integrazione europea (Forschungszentrum für die Geschichte der europäischen Integration „Alcide de Gasperi“), das am 6. Mai 2015 im Beisein der Tochter von Alcide De Gasperi, Maria Romana De Gasperi, eingeweiht wurde. Das Zentrum Alcide De Gasperi unterstützt fördert die Nutzung der primären Quellen und unterstützt Veröffentlichungen zu diesem Thema.

## Sitz
Das HAEU ist in der historischen „Villa Salviati“ untergebracht. Die Villa befindet sich in den Florentinischen Hügeln an der Via Bolognese und ist nach einem seiner berühmten Besitzer, Jacopo Salviati, benannt, der sie im Jahre 1445 erwarb. Die Salviati waren eine Familie reicher und einflussreicher Wollhändler und Bankiers und eng mit den Medici liiert. Die Villa und ihr 14 Hektar großer Park wechselten in den letzten zweihundert Jahren verschiedene Male den Besitzer.
Seit dem Jahre 2000 gehört die Villa dem italienischen Staat. Sie wurde restauriert und ein unterirdischer Depotraum für mehr als 11.000 lfd. Meter Akten geschaffen. Am 17. Dezember 2009 wurde der neue Sitz des HAEU im Beisein des Präsidenten der Italienischen Republik Giorgio Napolitano eingeweiht. Doch erst 2012 nahm das Archiv an seinem neuen Sitz den Betrieb auf.